# ALARP

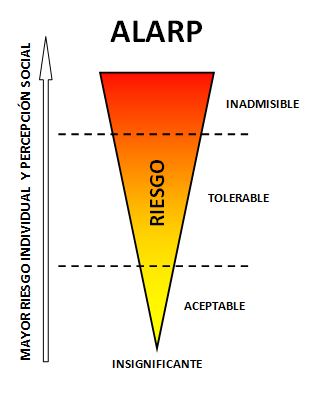
Zanahoria ALARP, mostrando riesgos aceptables, tolerables e inadmisibles.

ALARP, acrónimo del inglés "As Low As Reasonably Practicable", (en español, "tan bajo como sea razonablemente factible"), es un término común en la normativa británica en el campo de la seguridad laboral y en particular la seguridad de sistemas críticos. El principio ALARP es que el riesgo residual debe ser tan bajo como sea razonablemente factible. 
Para que un riesgo sea considerado ALARP debe ser posible demostrar que el costo de continuar reduciendo ese riesgo es desproporcionado en comparación con el beneficio que se obtendría. El principio ALARP se origina en el hecho de que para conseguir reducir el riesgo residual a cero sería necesario emplear recursos económicos, tiempo y esfuerzo infinitamente. ALARP no es una medida cuantitativa de beneficio contra perjuicio, sino una práctica de juicio para obtener un equilibrio entre riesgo y beneficio a la sociedad. 

## Origen en la legislación británica
El término ALARP tiene sus orígenes en la legislación británica, y en particular el acta de seguridad e higiene en el trabajo de 1974 (Health and Safety at Work etc. Act 1974), que requiere la provisión y mantenimiento de equipos y sistemas laborales para que sean seguros y sin riesgos para la salud "siempre y cuando sea razonablemente factible" (SFARP del inglés so far as is reasonably practicable). La definición de SFARP en este contexto conlleva a un requerimiento de que los riesgos deben ser reducidos a un nivel que sea ALARP.
A la hora de determinar si un riesgo es ALARP es necesario definir lo que significa "razonablemente factible". Este término ha formado parte del derecho inglés desde el caso de Edwards contra el Departamento Nacional del Carbón en 1949. El fallo fue que el riesgo debe ser significativo en relación con el sacrificio (dinero, tiempo, inconveniencia) necesario para evitarlo. Es decir, que los riesgos deben ser evitados a no ser que la diferencia entre el costo y el beneficio obtenido sea desproporcionado.
Al incluir el término "desproporcionado", determinar si un riesgo es ALARP no es tan sencillo como un simple estudio de costo-beneficio, ya que el equilibrio siempre está inclinado en favor de realizar la mejora de seguridad. Sin embargo, no existe un consenso preciso a la hora de determinar que factor es el apropiado a utilizar.

## Factores
En el contexto ALARP, riesgo es definido como la combinación de la frecuencia (probabilidad) y la consecuencia (importancia o severidad) de un suceso peligroso.
Los factores que generalmente son considerados a la hora de determinar si un riesgo es tolerable son:
- Normativas de seguridad e higiene
- Especificaciones
- Normativas y legislación vigentes
- Sugerencias de organismos asesores

## Diagramas de zanahoria
Los diagramas de zanahoria son usados a menudo para ilustrar los tipos de riesgos, y son frecuentemente utilizados dentro del principio ALARP. Son denominados diagramas de zanahoria porque tienen forman triangular con el lado más pequeño en el lugar inferior y suelen estar coloreados en naranja. El diagrama indica en la parte superior los riesgos inaceptables, que deben ser reducidos sin tener en cuenta el beneficio económico que ello conlleve, y los riesgos insignificantes en la parte inferior. La zona intermedia es la zona de riesgo tolerable, que es a menudo denominada zona ALARP, aunque esto es erróneo ya que el principio ALARP es aplicable en todas las zonas. En la zona de riesgo tolerable, los riesgos son ALARP si no pueden ser reducidos de forma que el costo de la reducción no sea desproporcionado con respecto al beneficio que se obtendría de la reducción.

## Costo-Beneficio
Siempre y cuando un riesgo haya sido previamente reducido a un nivel tolerable, para determinar si el riesgo ha sido reducido al nivel ALARP se debe realizar un estudio de costo-beneficio. Este estudio deberá demostrar mediante una comparativa, que el gasto requerido para reducir el riesgo sería desproporcionado al beneficio obtenido. En caso de que esto no pueda ser demostrado, el riesgo residual no puede ser considerado ALARP. 
Otro factor a tener en cuenta es el propio coste de evaluar el beneficio obtenido en la reducción de riesgos. En sistemas extremadamente complejos, este coste puede ser extremadamente alto, por lo que puede resultar ser el factor determinante a la hora de determinar la factibilidad de la reducción del riesgo.

## Uso fuera del Reino Unido
Fuera del Reino Unido es raro encontrar uso en el principio ALARP, y en su lugar se utilizan normativas y prácticas prescriptivas junto a legislación que identifica niveles absolutos de seguridad requeridos. 
Cuando el principio ALARP es usado fuera del Reino Unido, es posible que no tenga las mismas implicaciones que en el Reino Unido. Por ejemplo, "razonablemente factible" puede ser interpretado conforme a la cultura local y con implicaciones distintas, y puede que no exista mención del concepto de desproporcionalidad. 